# Mănăstirea Sfânta Vineri din București
Mănăstirea Sfânta Vineri din București a fost un lăcaș de cult, în prezent dispărut. La începutul secolului al XVIII-lea, în incinta mânăstirii s-a făcut un azil pentru bătrâni și alienați. Un punct de atracție era incoana făcătoare de minuni a Cuvioasei Paraschiva. 
Pe 19 iulie 1987, Biserica Sfânta Vineri - Hereasca, cu hramul „Cuvioasa Parascheva" (datând din 1645) a fost demolată. Prin grija preotului paroh, Gheorghe Bogdan, cea mai mare parte din bunurile sacre ale bisericii au fost salvate, fiind duse în custodie la Mănăstirea Cernica și muzeul Herești. 
Pe locul bisericii a fost construit un bloc.